# Momodou Dibba
Alhaji Momodou M. Dibba (* im 20. Jahrhundert; † 25. Februar 2017 in Banjul) war ein gambischer Sportfunktionär.

## Leben
Dibba diente als Generalmanager der Gambia Cooperative Union (GCU), als Generalsekretär der Gambia Football Association (GFA) sowie Präsident der Gambia National Draughts Association.
Im Februar 2011 wurde Dibba zum Präsidenten des Gambia National Olympic Committee (GNOC) gewählt, nachdem der Posten seit November 2009 vakant gewesen war – als der ehemalige Präsident Lt Gen Lang Tombong Tamba verhaftet wurde. 2013 wurde er wiedergewählt; kurz vor dem 5. November 2016 kündigte er an, für eine weitere Amtszeit nicht zur Verfügung zu stehen und in den Ruhestand gehen zu wollen. Dodou „Capi“ Joof wurde sein Nachfolger.
Dibba verstarb im Februar 2017 im Edward Francis Small Teaching Hospital in Banjul und wurde am 26. Februar 2017 auf dem Friedhof in Old Jeshwang beigesetzt.